# Nico van Rensburg
Nicholas Marthinus van Rensburg (Alberton, 24 augustus 1966) is een Zuid-Afrikaans golfprofessional die actief is op de Sunshine Tour.

## Loopbaan
Voordat van Rensburg in 1987 een golfprofessional werd, was hij een golfamateur en hij won een paar golftoernooien.
In 1989 won van Rensburg op de Sunshine Tour zijn eerste profzege door de Highveld Classic te winnen.

## Prestaties

### Amateur
- Colours for Eastern Transvaal and Transvaal
- Highveld Open
- Eastern Transvaal Closed Championship
- Springs Amateur Championship

### Professional
Sunshine Tour
| Nr. | Datum         | Toernooi                 | Score        | Score | Info  |
| --- | ------------- | ------------------------ | ------------ | ----- | ----- |
| 1   | 1989          | Highveld Classic         | ?            | ?     |       |
| 2   | 1993          | Royal Swazi Sun Classic  | ?            | ?     |       |
| 3   | 1994          | Winter Tour Championship | ?            | ?     |       |
| 4   | 23 april 1999 | Vodacom Series: Gauteng  | 71+65+65=201 | –15   | [ 1 ] |
| 5   | 7 mei 2000    | Vodacom Series: Gauteng  | 67+65+68=200 | –16   | [ 2 ] |
| 6   | 19 maart 2005 | FNB Botswana Open        | 68+66+67=201 | –15   | [ 3 ] |

Aziatische PGA Tour
- 1995: Merlion Masters
- 1998: Kuala Lumpur Open
- 1999: Volvo Masters of Malaysia